# Phong著色法
Phong著色法，三維電腦圖像的繪圖技術之一，結合了多邊形物體表面反射光的亮度，並以特定位置的表面法線作為像素參考值，以插值方式來估計其他位置像素的色值。
這個方法由美國越南裔學者裴祥風發明，於1973年的博士論文首度發表。

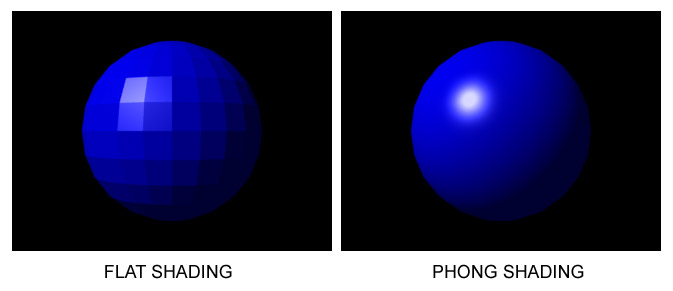
Phong著色法

與Gouraud著色法比較，Phong著色法的效果更逼真，能够提供更好的光滑曲面的近似值。Phong著色法假设一个平滑变化的曲面为一矢量。在对于有较小的高光曲线区的反射模型，例如PHONG模型时，Phong著色法比Gouraud著色法更优。但運算程序也比前者為複雜。Gouraud著色法在遇到在较大的多边形模型中央有高光曲线区时会产生严重的问题。因为这些高光曲线区在多边形的顶点处会产生缺失，而Gouraud著色法是基于顶点的颜色的，这些高光曲线区会从多边形的内部缺失。这个问题在Phong著色法中得到了解决。不同于通过多边形差值的Gouraud著色法，Phong著色法中一个矢量是从多边形顶点的法线到多边形表面进行差值的。为了或得到最后的像素颜色，面的法线被差值，应用于一个反射模型。由于Phong著色法需要逐像素点进行计算，因此运算量远大于Gouraud著色法。